# 大溪齋明寺
24°53′21″N 121°16′28″E / 24.889132°N 121.274466°E
大溪齋明寺，是位於臺灣桃園市大溪區員林里的觀音寺，山號「福份山」，初建於道光三十年（1850年），原為先天道的齋堂，今為桃園市定古蹟，自1999年由法鼓山僧伽管理。

## 沿革

### 齋教時期

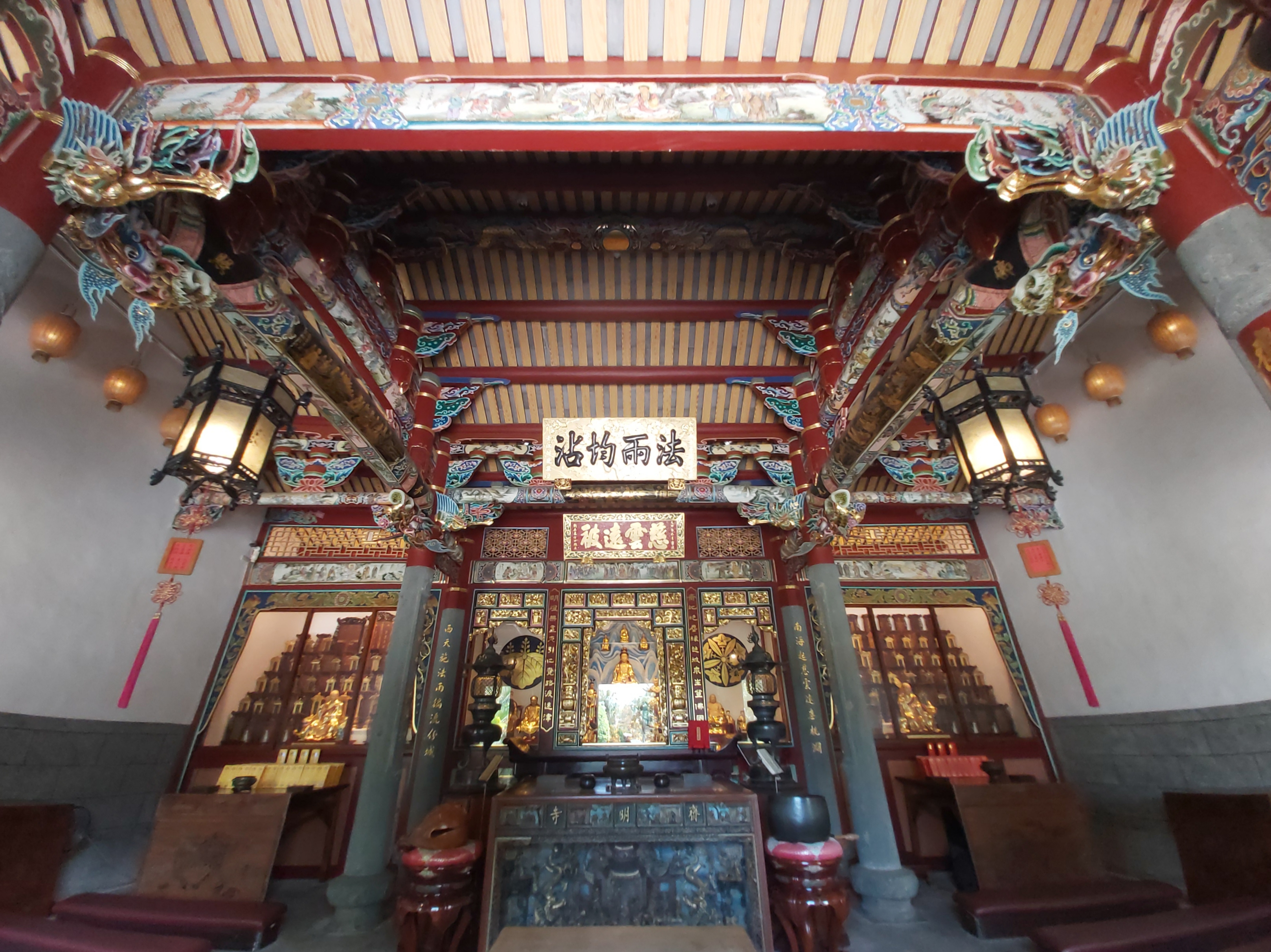
大溪齋明寺正殿

位在大溪鎮員林里的齋明寺是大溪最古老的禪寺。齋明寺第六代住持會觀居士（江張仁）說明寺史可追溯到道光末年，當地農人李阿甲至浙江普陀山法雨寺出家受戒。道光三十年（1850年），李阿甲受戒回來後請回觀世音菩薩等，在此結草廬建立私人修行的佛堂。當時開山法師性悅法師寺是在員樹林福份山建寺，遂時稱作「福份宮」。
同治十二年（1873年），第二任住持普瑟居士（黃士琴）遷至現址時，因時逢齋教先天道龍華派盛行，遂改稱「齋明堂」。今址離舊址約60公尺處，占地12000多坪。經歷第三任住持胡普惠後，第四任住持江普梅在大正15年（1926年），拜福建鼓山湧泉寺曹洞宗聖恩法師為師，回歸佛教。
自江普梅開始，寺務為江家父子相傳，直到第六代主持。1911年，江普梅及董事江健臣、黃近水等募款重建，次年建成今日所見三合院式建築。1926年，第五任主持普乾居士（江澄坤）與日本佛教曹洞宗接洽，以保障寺廟。昭和七年（1932年），普乾居士兒子江張仁至曹洞宗臺北中學（今泰北中學）習佛與拜佐久間尚孝為師。
1937年，住持普乾任內，易名為今稱。1939年，江張仁接下第六任主持。

### 法鼓山時期

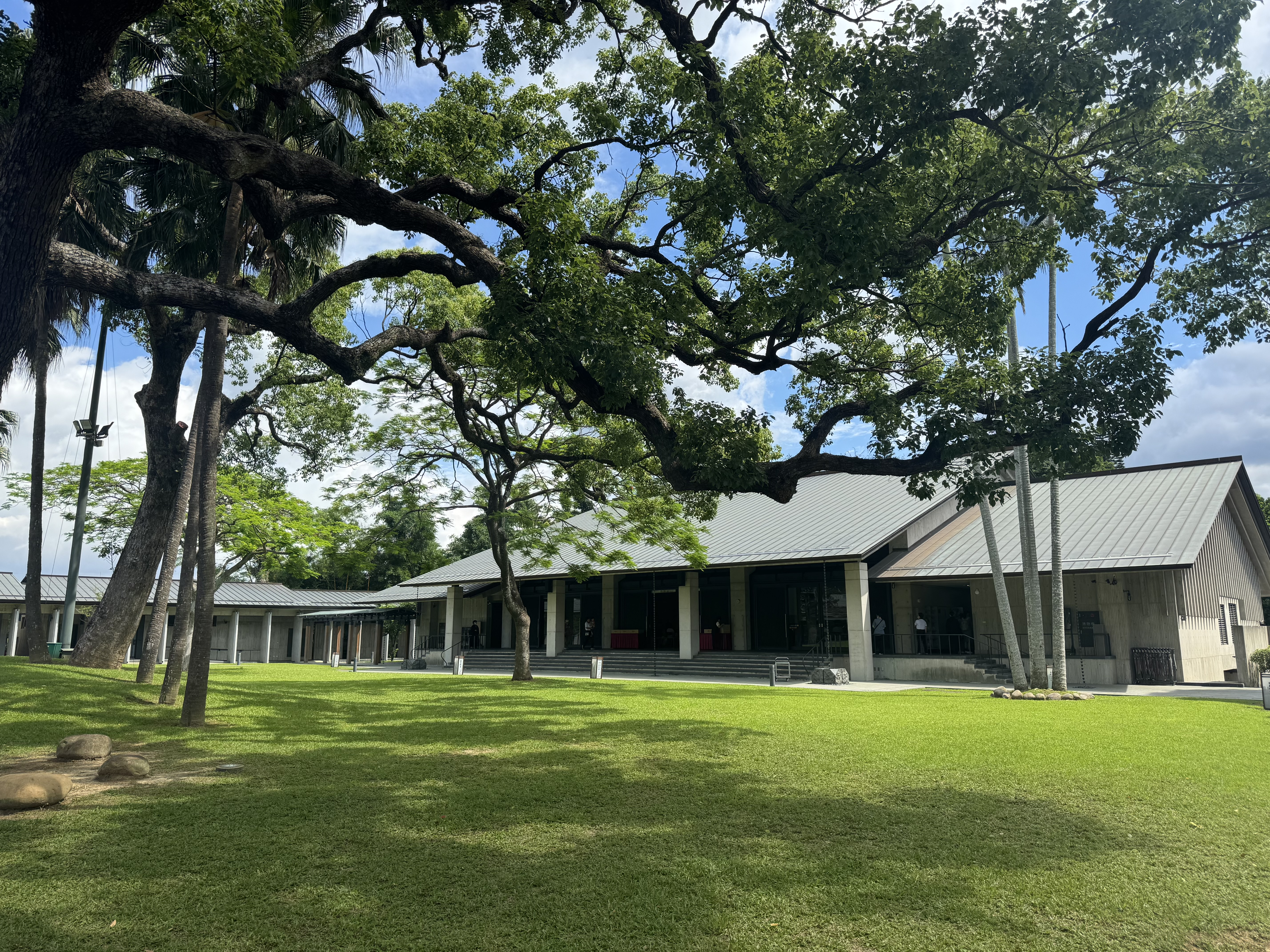
齋明寺禪堂

第六任主持江張仁的弘法理念，以推動齋明堂回歸佛教為其最大心願，便三次親訪符合派系傳承曹洞宗的聖嚴法師，希望法鼓山接下寺產作管理。1999年1月21日，聖嚴法師接下印信，成為齋明寺第七任主持。聖嚴法師令弟子果建法師為齋明寺監院，果祺法師為副寺暨知客。

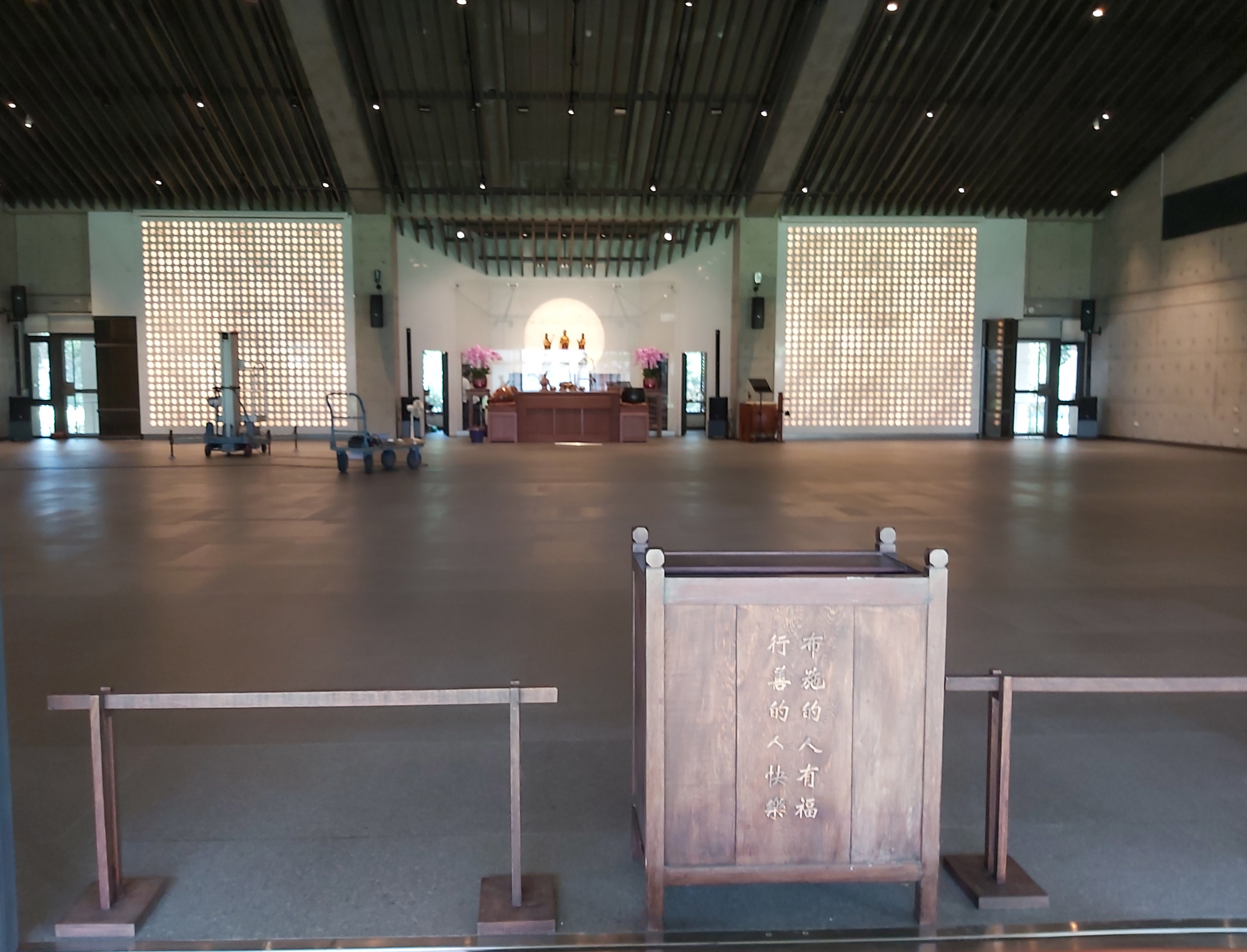
禪堂室內

在聖嚴法師號召下，寺前及右側停車場擴建等寺院硬體建設外，並舉行大悲懺法會、禪訓班、念佛共修、禪座共修和甘露門等活動。因信徒湧現，因吸引竊盜集團專挑進香信眾的車子行竊，使得光明里里長黃永龍在1999年7月14日自掏腰包成立巡守隊。9月11日，舉行七任住持晉山典禮，此為佛寺正式對外面寺院、信眾、地方父老、鄰居們宣告，新任住持到來上任。為紓解假日朝香人潮，地方人士遂9月15日在桃園縣議會地方基層建設座談會建議拓寬1957年興建的齋明橋。
九二一大地震後寺廟受損，歷經四年修復，於2009年8月2日重新啟用。2011年10月15日，約一百卅五坪的齋明寺禪堂落成，方丈果東法師、桃園縣長吳志揚、桃園市長蘇家明、大溪鎮長黃睿松、與近五千名信眾參與。

## 景物

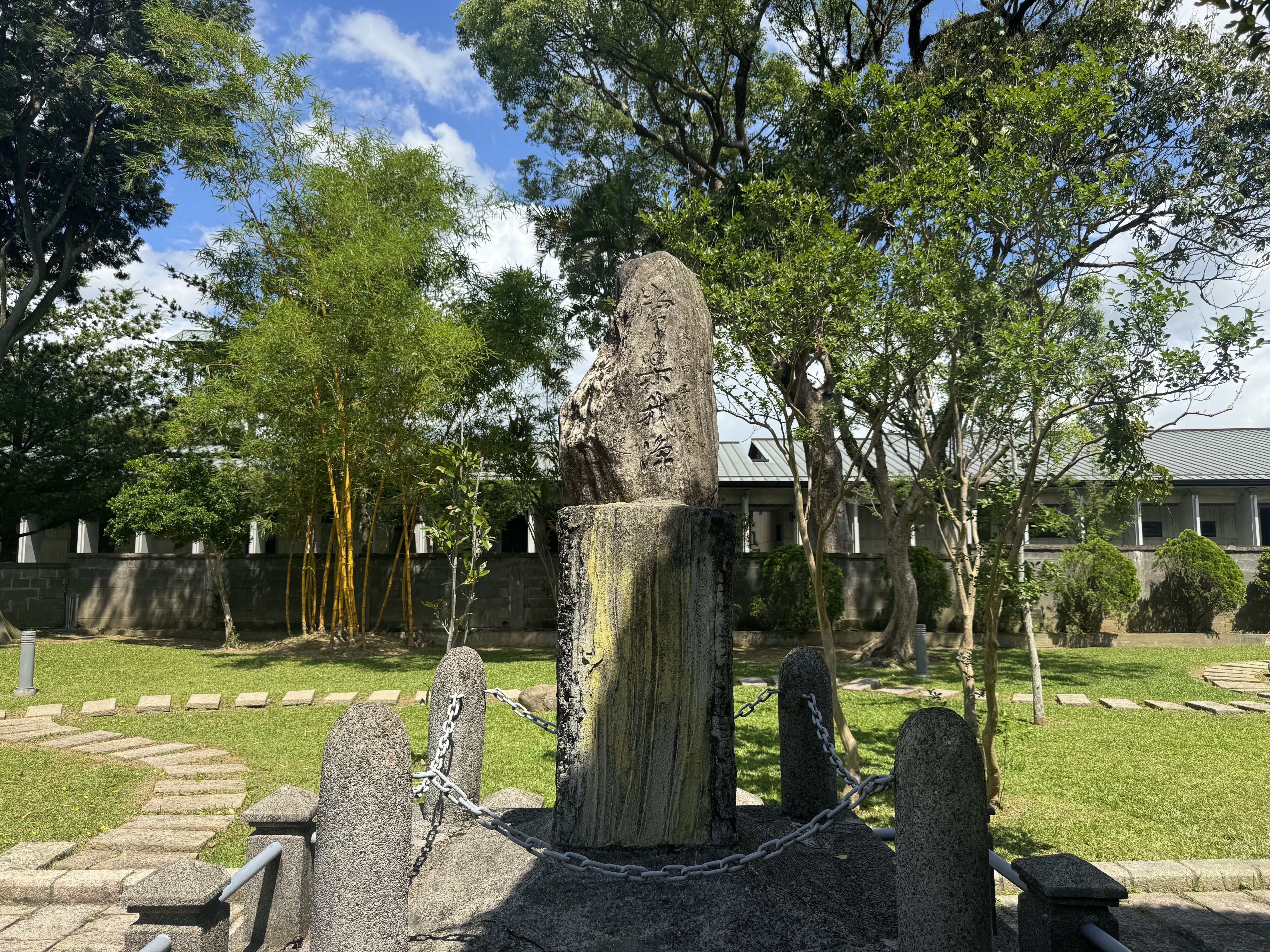
大溪齋明寺「常樂我淨」

馬英九母親秦厚修曾在石門水庫建設委員工作，因此馬英九小時候就學與住處與齋明寺近，當時曾來此參觀。寺地四週無人口集中的市場、車流量大的幹道，顯得幽靜。寺身為兩廂護龍形成三合院形式，全部由榫節接合而成。建築與八德三元宮一樣，為八塊厝匠師葉金萬所作。寺前草坪兩側的石燈塔，建於昭和七年（1932年）。裝飾有護龍上的火形馬背與懸魚、類金彩繪、淺線雕等。
寺中仍有法號「性悅」的李阿甲自中國大陸帶回的古畫軸、書籍、菩薩像，如外刻「普陀山法雨寺」的陶缽。寺內藏有《磧砂版大藏經》影本，為1936年出版後，時任住持購入。
寺院後方涼亭可眺望大溪台地，且有一公尺寬的齋明寺古道可沿下經山門到桃園客運崎腳站牌。由於寺後面的萃靈塔可眺望大漢溪夕陽，因而成為大溪八景的「靈塔斜陽」。此塔自1930年完工後，因做為容納往生信眾的靈骨，引起附近居民諸多疑慮及附會，所以原本稱為「佛仔城」竟變成「魂仔城」。塔內只在每年農曆三月十九、九月十九日供子孫前來祭拜，骨罈也只有這兩天可進塔，平日寺內有人負責早晚上香。作為聖嚴法師皈依弟子的柯受良多次到齋明寺旅遊，多次表達喜歡齋明寺的清幽環境以及可眺望大漢溪。柯受良在2003年12月20日於台北第二殯儀館火化後，骨灰置放於此。

## 外部連結
- 官方网站
- 大溪齋明寺的Facebook專頁